# Darxia Morris
Darxia Zenobia Morris (ur. 9 października 1989) – amerykańska koszykarka występująca na pozycji rzucającej.

## Osiągnięcia
Stan na 31 grudnia 2018, na podstawie, o ile nie zaznaczono inaczej..
NCAA
- Uczestniczka turnieju NCAA (2009, 2010)
- Zaliczona do:
  - I składu defensywnego Pac-10 (2008)
  - składu Honorable Mention Pac-10 All-Freshman (2008)

Drużynowe
- Mistrzyni Słowacji (2018)[2]
- Wicemistrzyni Polski (2015, 2016)
- Zdobywczyni Pucharu Słowacji (2018)[2]

Indywidualne
(* – nagrody przyznane przez portal eurobasket.com)
- MVP miesiąca BLK (styczeń 2017)[3]
- Zaliczona do:
  - I składu:
    - PLKK (2017)[4]
    - zawodniczek zagranicznych ligi słowackiej (2018)*[2]

  - II składu ligi włoskiej (2014)*[5]
  - III składu ligi słowackiej (2018)*[2]
  - składu honorable mention ligi włoskiej (2013)*[6]
- Liderka strzelczyń ligi:
  - włoskiej (2014)[5]
  - polskiej PLKK (2017 – całego sezonu, włącznie z play-off)[7]